# Едуард Скарлет
Едуард Скарлет (Edward Scarlett) е име на баща и син английски оптици. На бащата се приписва изобретяването на първата рамка за очила с дръжки, които се поставят зад ушите.
Счита се, че бащата е роден около 1677 или 1688 година и починал през 1743 година, а синът – съответно 1702 година и 1779 година.
Едуард Скарлет-баща основава собствена компания през 1705 година, наречена „Архимед и глобуса“ (Archimedes & the Globe). През 1727 година (в която се счита, че е изобретил очилата с дръжки) той става и главен оптик на крал Джордж II („Optician to his Majesty King George the Second“).
Синът му започва да се учи при баща си около 1716 година и работи в компанията до 1770 година. Той изработва основно телескопи и микроскопи.